# Опој
Опој (слч. Opoj) насељено је мјесто са административним статусом сеоске општине (слч. obec) у округу Трнава, у Трнавском крају, Словачка Република.

## Становништво
| Година:    | 1994. | 2004.   | 2014.    | 2024.    |
| ---------- | ----- | ------- | -------- | -------- |
| Број људи: | 788   | 801     | 1028     | 1344     |
| Разлика:   |       | +1,64 % | +28,33 % | +30,73 % |

| Година:    | 2023. | 2024.   |
| ---------- | ----- | ------- |
| Број људи: | 1335  | 1344    |
| Разлика:   |       | +0,67 % |

Према подацима о броју становника из 2024. године насеље је имало 1344 становника.